# هجوم بلغراد
هجوم بلغراد ويُعرف أيضا باسم عملية هجوم بلغراد الإستراتيجي (بالصربو-كرواتية:Beogradska operacija أو Beogradska ofanziva، بالصربية: Београдска операција أو еоградска офанзива، بالروسية: Белградская операция، بالألمانية: Belgrader Operation) عملية عسكرية هجومية نفذتها عناصر من الجيش الأحمر والجبهة الوطنية البلغارية من جهة وعناصر البارتيزان اليوغوسلاف من جهة أخرى حيث شنوا جميعهم هجوما على القوات النازية التمركزة في بلغراد امتد خلال الفترة ما بين 14 سبتمبر و24 نوفمبر 1944، وعلى الرغم من ضعف الترابط بين القوى المهاجمة إلا أنهم تمكنوا من إزاحة القوات الألمانية خارج المدينة.
قامت مجموعة الجيوش الأولى التابعة للبارتيزان اليوغوسلاف بتنفيذ الهجوم من جهة الغرب في حين قامت الجبهة الأوكرانية الثالثة وقوات الجبهة الوطنية البلغارية مدعومين بعناصر من الجبهة الأوكرانية الثانية بالهجوم من الشمال على مجموعة الجيوش ه الألمانية والتي ضمت في تشكيلها أفرادا شكلوا طابورا خامسا صربيًا وعناصر من التشتنيك بجانب قوات الحرس الوطني الصربي، وكان الهدف من الهجوم هو تدمير مجموعة الجيوش ه في منطقة سوفا بلانينا ومجموعة الجيوش و المرابضة شرق نهر مورافا الأكبر وتطهير محيط مدينة بلغراد بأكملها من القوات النازية.
كما تضمن الهجوم أهدافا ثانوية أخرى تمثلت في قطع خط الرجعة على مجموعة الجيوش ه الموجودة في اليونان وألبانيا وجنوب يوغوسلافيا إلى المجر عن طريق بلغراد من خلال تأمين خط السكك الحديدية الواصل بين مدينتي بلغراد وسالونيك اليونانية.

## الملاحظات
1. ↑  منهم 300,000 جندي من الجيش الأحمر و100,000 عنصر من البارتيزان اليوغوسلاف و100,000 من الجبهة الوطنية البلغارية
2. ↑  هذه الإحصائات تمثّل الخسائر السوفيتية فقط وذلك لعدم توافر بيانات محددة عن الخسائر اليوغوسلافية أو البلغارية